# Aurora von Qvanten
Aurora Magdalena von Qvanten (* 12. September 1816 als Aurora Magdalena Örnberg in Piteå; † 30. März 1907 in Stockholm) war eine schwedische Schriftstellerin, Übersetzerin und Künstlerin. Ab Mitte der 1860er Jahre verwendete sie das Pseudonym Turdus Merula.

## Leben

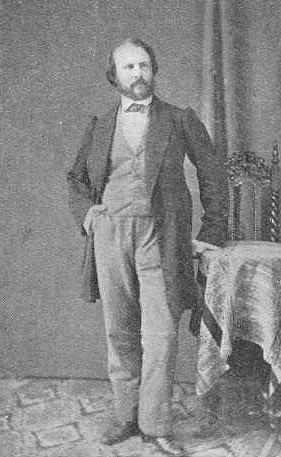
Auroras Ehemann Emil von Qvanten (1827–1903)

Aurora Magdalena Örnberg wurde als Tochter des Bürgermeisters, Assessors und Reichstagsabgeordneten Carl Jacob Örnberg (1779–1848) und der Bibliothekarin Helena Catharina Degerman (1785–1848) am 12. September 1816 in Piteå geboren. Sie bekam zuhause Privatunterricht. 1857 heiratete sie den mehr als zehn Jahre jüngeren Dichter, Publizisten und späteren Bibliothekar König Karls des XV. Emil von Qvanten, der aus einem finnlandschwedischen Adelsgeschlecht stammte. Er war erst 1853 nach Schweden gezogen und hatte im Hochzeitsjahr die schwedische Staatsangehörigkeit erhalten. Das Paar blieb kinderlos, war philanthropisch tätig und lebte in vergleichsweise einfachen Umständen. 1890 zogen die beiden nach Italien und lebten zeitweise auf Capri. Nach dem Tod ihres Mannes in San Remo 1903 kehrte Aurora von Qvanten nach Stockholm zurück. Dort starb sie am 30. März 1907.

## Werk
Ihre ersten Übersetzungen wurden 1850 veröffentlicht. Neben kürzeren Novellen und französischer Dramatik übersetzte sie Ouidas Moths (schwedisch Mott och mal) und George Eliots En kärlekshistoria („Eine Liebesgeschichte“) sowie Sachbücher wie Ernest Legouvés Qvinnans historia („Geschichte der Frau“). Am bekanntesten wurde sie für ihre vierbändige Übersetzung von „Tausendundeiner Nacht“ (schwedisch Tusen och en natt), die von Gustav Weils deutschsprachiger Übersetzung in der zweiten Auflage ausging und für ihren Stil gelobt wurde:

„Sagotonen är emellertid väl träffad, och stilen flyter ledigt och lätt, en vacker egenskap hos öfversättningen, då man erinrar sig att den är verkställd från det knaggligaste och långsläpigaste af alla språk – tyskan.“

„Der Märchenton ist allerdings gut getroffen, und der Stil fließt frei und leicht, eine schöne Eigenschaft der Übersetzung, wenn man sich erinnert, dass sie aus der holprigsten und schleppendsten aller Sprachen umgesetzt ist – dem Deutschen.“

Aurora von Qvanten debütierte 1856 anonym mit den zwei Geschichtensammlungen Smått och gott („Kleines und Gutes“) und När och fjerran. Roande berättelser för barn från nio till fjorton års ålder („Nah und fern. Unterhaltsame Erzählungen für Kinder im Alter von neun bis vierzehn Jahren“). Für Erwachsene schrieb sie unter anderem Novellensammlungen, Romane und Artikel in der Tidskrift för hemmet („Zeitschrift für das Zuhause“) und Svenska Familj-journalen („Das schwedische Familienjournal“). Einige ihrer Bücher spielen in einer nordschwedischen Kleinstadt, deren Schilderung später als „platt wie ein Parkettboden“ kritisiert wurde. Ihr Monolog Tantens glömska („Die Vergesslichkeit der Tante“) wurde 1860 im Södra teatern („Südliches Theater“) erstaufgeführt.
Sie war auch als Künstlerin tätig, beispielsweise porträtierte sie um 1850 die Sängerin Jenny Lind.

## Bibliographie (Auswahl)
- När och fjerran. Roande berättelser för barn från nio till fjorton års ålder. Huldberg, Stockholm 1856 (schwedisch, 193 S., digitalisiert [abgerufen am 2. Mai 2021] , übersetzt etwa: „Nah und fern. Unterhaltsame Erzählungen für Kinder im Alter von neun bis vierzehn Jahren“).
- Rosa Arntson. Eklund, Stockholm 1868 (schwedisch, 365 S., Roman).
- Två månader i Rhentrakterna under kriget 1870. Norstedt, Stockholm 1870 (schwedisch, 75 S., eingeschränkte Vorschau in der Google-Buchsuche [abgerufen am 5. Mai 2021] , übersetzt etwa: „Zwei Monate in den Rheinlanden während des Krieges 1870“).
- Musikerns dotter. Romantiserade bilder från Carl XIV Johans tid. Gleerup, Stockholm 1881 (schwedisch, 130 S., digitalisiert [abgerufen am 2. Mai 2021] , übersetzt etwa: „Die Tochter des Musikers. Romantisierte Bilder aus der Zeit von Karl XIV. Johann“, Roman).
- En Roman på Landsbygden. Skildringar från Norrland. Beijer, Stockholm 1895 (schwedisch, 269 S., digitalisiert [abgerufen am 2. Mai 2021] , übersetzt etwa: „Ein Roman im ländlichen Raum. Schilderungen aus Norrland“).